# Fiorde de Oslo

Mapa do Fiorde de Oslo (Oslofjord).

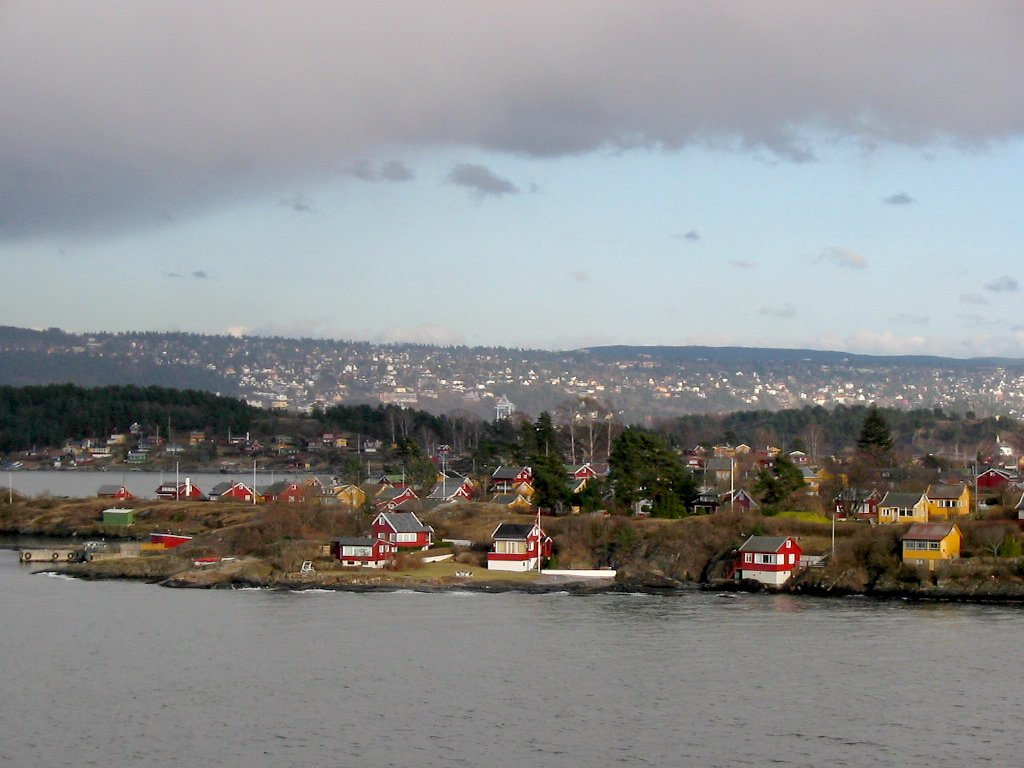
Casas de veraneio no Oslofjord

O fiorde de Oslo (em norueguês:  Oslofjorden) é uma profunda baía com 150 km, situada no sudeste da Noruega, nas águas do Escagerraque (ligação entre o mar do Norte e o  mar Báltico).

## Geografia

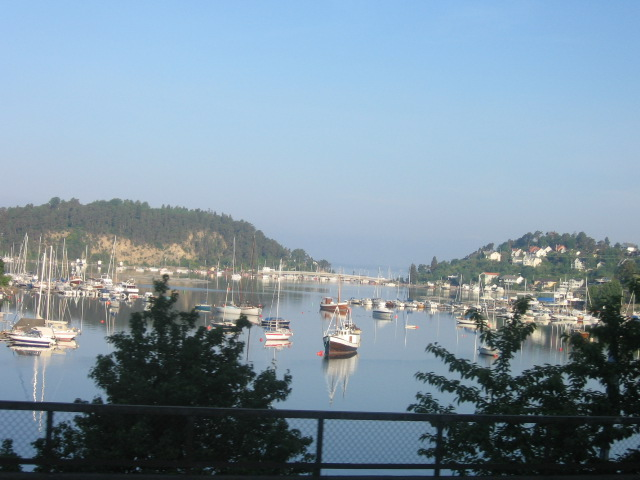
Barcos no Oslofjorden em 2006.

O fiorde de Oslo estende-se ao longo de uma linha imaginária entre o farol de Torbjørnskjær e o de Færder e no sentido perpendicular entre Langesund no sul e Oslo no norte. Considera-se que baía está dividida em duas partes: a parte interna (Indre Oslofjord) e a externa (Ytre Oslofjord) no ponto dos 17 km de largura e no estreito Drøbaksundet. Toda a população situada em redor do fiorde de Oslo, incluindo Oslo, é de cerca de 1,86 milhões, e a população total de todos os condados situados em redor do fiorde é de aproximadamente dois milhões.
No fiorde há várias ilhas, sendo as maiores Nøtterøy (59 km²) e Tjøme (39 km²).
O fiorde é atravessado por um túnel submarino inaugurado em 2000, o Oslofjordtunnelen, com comprimento de 7,6 km, e que liga Drøbak, em Frogn, e Storsand, em Hurum.
Em épocas históricas, esta baía foi conhecida pelo nome atual da região, Viken (a baía). Apesar do seu nome, o fiorde de Oslo não é um fiorde no sentido geológico — em norueguês, o termo "fjord" pode referir-se a diversos corpos hídricos.

## História
O fiorde foi o cenário de um acontecimento chave na invasão alemã da Noruega em 1940. A invasão incluiu um desembarque planeado de mil soldados transportados por barco para Oslo. O coronel Eriksen, comandante da fortaleza de Oscarsborg perto de Drøbak, mantida principalmente por propósitos históricos, afundou o cruzador pesado alemão Blücher nos estreitos de Drøbak.
A resistência da fortaleza bloqueou a rota para Oslo, atrasando desta maneira o resto do grupo durante tempo suficiente para que a Família Real, o governo, o parlamento e o tesouro nacional fossem evacuados. O resultado foi que Noruega nunca se rendeu aos alemães, deixando o governo de Quisling ilegítimo e permitindo que a Noruega participasse como um dos aliados na Segunda Guerra Mundial, mais que como nação conquistada.
O pintor norueguês Edvard Munch tinha uma cabana e um estúdio em Åsgårdstrand, no fiorde. O fiorde de Oslo aparece em várias das suas pinturas, incluindo O Grito, Meninas no cais e A dança da vida.
O Oslofjorden é um dos nove locais do Campeonato mundial de lanchas motoras de classe 1.